# 加布里埃尔病毒目
加布里埃尔病毒目（学名：Ghabrivirales）为克里莫提病毒纲的一个目。

## 下级分类
本目包括以下科：
- Chrysoviridae
- Megabirnaviridae
- 四分体病毒科 Quadriviridae
- 整体病毒科 Totiviridae